# Dunedin Star

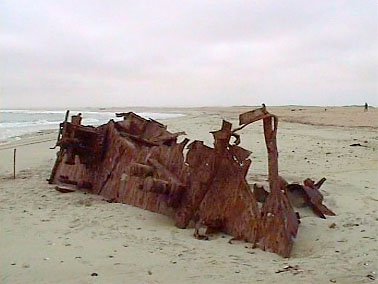
Reste de l'épave du navire sur la côte des Squelettes en 1998

Le Dunedin Star est un navire frigorifique de la compagnie britannique Blue Star Line. Construit par Cammell Laird and Co entre 1935 et 1936, il faisait partie de la classe Imperial Star de la Blue Star Line, conçue pour transporter de la viande congelée d'Australie et de Nouvelle-Zélande vers le Royaume-Uni. Le navire a servi pendant la Seconde Guerre mondiale et s'est distingué par son rôle dans l'opération Halberd visant à alléger le blocus de Malte en septembre 1941.

Il s'est échoué fin novembre 1942 sur le récif d'Alpine Shoal (en), au large de la côte des Squelettes du Sud-Ouest africain (aujourd'hui la Namibie).  Une opération maritime, aérienne et terrestre complexe permit de surmonter de nombreux obstacles et de sauver tous les passagers, l'équipage et les artilleurs du navire. Un avion, un remorqueur et deux membres de l'équipage de celui-ci furent perdus lors des tentatives de sauvetage. Il a fallu un mois pour que les derniers membres de l'équipage du Dunedin Star rejoignant Cape Town, et plus de deux mois pour que les derniers sauveteurs reviennent.